# Kuddboken

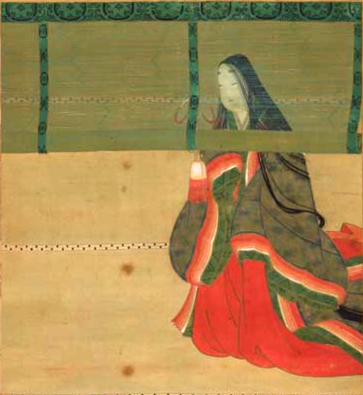
Sei Shōnagon (1600-tal)

Kuddboken (枕草子, Makura no Sōshi) är en bok med iakttagelser och funderingar som registrerats av Sei Shōnagon under hennes tid som hovdam hos Teishi (定子) på 990-talet och tidigt 1000-tal under Heianperioden i Japan. Boken blev färdig år 1002.
Verket anses allmänt vara en klenod i tidig medeltida japanska litteratur och den kanske mest representativa av tre arbeten i zuihitsu-genren. De andra två verken är då Yoshida Kenkōs Tsurezuregusa (徒然草, つれづれぐさ) och Hōjōki (方丈記) av Kamo no Chomei.
Kuddboken och Sei Shōnagons liv har legat som grund till Sunao Katabuchis film Mai mai Shinko to sen-nen no mahō. Den har även inspirerat Mia Kankimäki till hennes debutbok.